# 童行歲月
《九歲的人生》（韓語：아홉살 인생），是一套在2004年3月26日在韓國公映的電影。講述一個九歲窮困男孩的故事。

## 劇情介紹
在鄉村長大只有九歲的裕敏，由於家境問題而不斷被同學排擠，在碰到同病相憐的轉學生雨琳之後，二人成為了好朋友。

## 演員陣容
- 金　錫 飾 白裕敏
- 李世榮 飾 張雨琳
- 羅亞賢 飾 吳金奉
- 金明載 飾 申基鐘
- 鄭善敬 飾 裕敏的母親
- 安內相
- 池大漢 飾 裕敏的父親
- 崔德文
- 申正根
- 高瑞熙

## 外部連結
- 韓國映畫：童行歲月 （页面存档备份，存于）
- 互联网电影数据库（IMDb）上《童行歲月》的资料（英文）